# Ізмітський землетрус
Ізмітський землетрус — стався 17 серпня 1999 року поблизу турецького міста Ізміт за 90 кілометрів на південь від Стамбула.
Землетрус почався близько третьої години ранку (3:02 за місцевим часом) і за 45 секунд після головного поштовху сталося 150 афтершоків. Осередок землетрусу розташовувався на глибині 17 км, а його магнітуда склала 7,6 за шкалою Ріхтера. Сейсмічні коливання відчувалися на відстані до 450 км від епіцентру, на території з населенням близько 18 мільйонів осіб. Протяжність тектонічного розриву склала 150 км, від міста Стамбул у напрямку до Мармурового моря. У результаті землетрусу у Мармуровому морі виникло цунамі, висота хвилі сягала трьох метрів.

## Руйнування і жертви
За офіційними даними, кількість жертв склала 17 217 загиблих і 43 959 поранених, проте багато джерел наводять такі дані: загиблих близько 40 000 і приблизно така ж кількість поранених. Трупи людей у терміновому порядку ховали у братських могилах для запобігання поширенню хвороб. Близько 600 тис. людей залишилися без даху над головою.
Збиток, завданий землетрусом, за першими оцінками, перевищив 25 млрд дол., проте пізніше сума була скоригована ще на 5—7 млрд у бік збільшення. Одним із перших для порятунку людей і ліквідації наслідків землетрусу у Стамбул прилетів гірничорятувальний загін МНС України, який проводив роботи в Дюздже.
Землетрус завдав серйозної шкоди економіці Туреччини. Близько 120 000 будівель не підлягало відновленню, 50 000 мало серйозні пошкодження, осіло близько 2000 будівель, було зруйновано кілька заводів, на місцевому нафтопереробному заводі спалахнула пожежа. Знадобилося кілька днів для її ліквідації. У місті були практично знищені лінії електропередачі і зв'язку, серйозно постраждали лінії водопостачання. Збиток був оцінений у 25 млрд доларів.

## Геологія
Довжина тріщини, яка виникла в результаті землетрусу, склала 150 км, від міста Стамбул у напрямку до Мармурового моря. Унаслідок землетрусу в Мармуровому морі виникло цунамі, висота хвилі сягала 3 метрів. Руйнування також були зафіксовані в Стамбулі.

## Міжнародна допомога
Тринадцять країн надали допомогу постраждалим від Ізмітського землетрусу, виславши літаки з медикаментами, харчовими продуктами та фахівцями для надання першої допомоги і проведення рятувальних робіт.
| Місцезнаходження | Пошуково-рятувальна група з:                                             |
| ---------------- | ------------------------------------------------------------------------ |
| Гельджюк         | Болгарія, Ізраїль, Франція                                               |
| Ялова            | Німеччина, Болгарія, Ізраїль, Велика Британія, Франція, Австрія, Румунія |
| Стамбул          | Німеччина, Греція, Італія, Азербайджан                                   |
| Коджаелі         | Росія, Болгарія, Франція, Німеччина, Австрія, Грузія                     |
| Сакарья          | Болгарія, Німеччина, Іспанія, Єгипет                                     |
| Ізміт            | США, Швейцарія, Грузія                                                   |
| Дюздже           | Велика Британія                                                          |

Греція була першою державою, яка надала Туреччині допомогу. За кілька годин після землетрусу грецький міністр закордонних справ зв'язався зі своїм турецьким колегою, а потім вислав свого представника до Туреччини. Греція направила пошуково-рятувальну групу, а також кілька літаків для ліквідації пожежі на нафтопереробному заводі.
За чверть століття від початку Кіпрського конфлікту у липні 1974 року Туреччина і Греція вперше прийняли спільно гуманітарну допомогу вагою 70 000 тонн.
Велика Британія надала фінансову допомогу, виділивши зі свого бюджету 50 000 фунтів у фонд турецької філії Червоного Хреста, в той час як міжнародний комітет Червоного Хреста виділив 4,5 мільйона фунтів стерлінгів для надання допомоги постраждалим.
Уряд Індії виділив 2 млн рупій для ліквідації наслідків землетрусу, а також 32 000 наметів.
Президент США Білл Клінтон і прем'єр-міністр Пакистану Наваз Шариф згодом відвідали Стамбул і Ізміт.